# ماماتا بانيرجي
ماماتا بانيرجي (5 يناير 1955) هي سياسية هندية ورئيسة الوزراء الثامنة والحالية لولاية البنغال الغربية الهندية منذ 20 مايو 2011، وهي أول امرأة تشغل هذا المنصب. تولت بانيرجي وزارة مجلس الوزراء الاتحادي عدة مرات، وأصبحت بعد ذلك رئيسة وزراء ولاية البنغال الغربية لأول مرة في عام 2011. أسست كونغرس ترينامول لعموم الهند في عام 1998، بعد الانفصال عن الكونغرس الوطني الهندي، وأصبحت أول رئيسة له. يشار إليها غالبًا باسم «ديدي» (أي الأخت الكبرى باللغة البنغالية).
كانت بانيرجي وزيرة للسكك الحديدية سابقًا، وكانت أول امرأة تشغل هذا المنصب لمدة ولايتين، وهي أيضًا ثاني امرأة تتولى وزارة الفحم، ووزارة تنمية الموارد البشرية، ووزارة شؤون الشباب والرياضة، ووزارة تنمية المرأة والطفل في مجلس الوزراء في الحكومة الهندية. برزت بانيرجي بعد معارضة سياسات حيازة الأراضي السابقة للتصنيع للحكومة، التي يقودها الشيوعيون في البنغال الغربية للمناطق الاقتصادية الخاصة، على حساب الزراعيين والمزارعين في سينغور. حققت بانيرجي فوزًا ساحقًا لتحالف كونغرس ترينامول لعموم الهند في البنغال الغربية في عام 2011؛ وهزمت حكومة الجبهة اليسارية التي يقودها الحزب الشيوعي الهندي (الماركسي) التي تبلغ من العمر 34 عامًا، وهي أطول حكومة منتخبة ديمقراطيًا يقودها الشيوعيون في العالم.
كانت عضوًا في الجمعية التشريعية في البنغال الغربية من بهابانيبور منذ عام 2011 حتى عام 2021. تنافست على مقعد جمعية نانديغرام، وخسرت أمام سوفيندو أديكاري زعيم حزب بهاراتيا جاناتا في انتخابات جمعية البنغال الغربية لعام 2021؛ وذلك على الرغم من فوز حزبها بأغلبية كبيرة من المقاعد. كانت بانيرجي ثالث رئيسة وزراء في ولاية البنغال الغربية تخسر انتخابات من دائرتها الانتخابية، بعد برافولا شاندرا سين في عام 1967 وبدهاديب بهاتاشارجي في عام 2011. طعنت ماماتا في نتيجة دائرة نانديغرام في محكمة كلكتا العليا وخضع الأمر للقضاء. قادت حزبها إلى فوز ساحق في انتخابات جمعية ولاية البنغال الغربية في عام 2021.

## رئيسة وزراء ولاية البنغال الغربية

### الولاية الأولى (2016-2011)
فاز كونغرس ترينامول لعموم الهند، جنبًا إلى جنب مع مركز الوحدة الاشتراكية في الهند والكونغرس الوطني الهندي، في عام 2011 في انتخابات الجمعية التشريعية في ولاية البنغال الغربية ضد تحالف اليسار الحالي من خلال تأمين 227 مقعدًا. حصل كونغرس ترينامول على 184 مقعدًا مع حصول المجلس الوطني الانتقالي على 42 مقعدًا، وحصل مركز الوحدة الاشتراكية في الهند على مقعد واحد. كان هذا بمثابة نهاية لأطول فترة حكم للحزب الشيوعي المنتخب ديمقراطيًا في العالم.
أدت بانيرجي اليمين الدستورية كرئيسة لوزراء ولاية البنغال الغربية في 20 مايو عام 2011. كان أحد قراراتها الأولى، بصفتها أول رئيسة وزارية في ولاية البنغال الغربية، هو إعادة 400 فدان من الأراضي إلى مزارعي سينغور، فقالت: «قرر مجلس الوزراء إعادة 400 فدان للمزارعين المقاومين في سينغور»؛ وأضافت: «أصدرت تعليمات للقسم بإعداد الأوراق لهذا الغرض. يمكن لتاتا بابو (راتان تاتا) بناء مصنعه على مساحة 600 فدان المتبقية إذا أراد، وإلا سنرى كيف سنتصرف بهم».
كان لبانيرجي الفضل في إنشاء إدارة غورخالاند الإقليمية. بدأت أيضًا إصلاحات مختلفة في قطاعي التعليم والصحة. تضمنت بعض الإصلاحات في قطاع التعليم إعطاء الراتب الشهري للمعلمين في أول كل شهر، ومعاشات أسرع للمعلمين المتقاعدين. وعدت بانيرجي في قطاع الصحة قائلة: «سنتبنى نظام تنموي من ثلاث مراحل لتحسين البنية التحتية والخدمات الصحية». هنّأ ممثل اليونيسيف (منظمة الأمم المتحدة للأطفال) في الهند الحكومة على جعل منطقة نادية أول منطقة خالية من ممارسة قضاء الحاجة في الخلاء في البلاد في 30 أبريل 2015. أرجعت بانيرجي تزايد حالات الاغتصاب في البلاد في بيان صدر في 17 أكتوبر 2012 إلى «المزيد من تعامل الرجال والنساء مع بعضهما بحرية». قالت: «كانت الأهالي توبخ أي رجل وامرأة تشابكت أيديهما، ولكنهم أصبحوا الآن منفتحين على هذه الأمور. إنه مثل سوق مفتوح بخيارات مفتوحة». تعرضت لانتقادات في وسائل الإعلام الوطنية بسبب هذه التصريحات.
لعبت بانيرجي دورًا فعالًا في تراجع ارتفاع أسعار البنزين، وتعليق الاستثمار الأجنبي المباشر في قطاع التجزئة حتى الوصول إلى توافق في الآراء. شُكِّل مفوضين للشرطة في هوراه، وباراكبور، وأسانسول دورغابور، وبيدهناغار في محاولة لتحسين وضع القانون والإنفاذ في البنغال الغربية. وُضِعت المساحة الإجمالية لشركة بلدية كلكتا تحت سيطرة شرطة كلكتا.
أظهرت بانيرجي اهتمامًا كبيرًا بتوعية الجمهور بتاريخ الدولة وثقافتها، وأسمت العديد من محطات مترو كلكتا على اسم مقاتلين من أجل الحرية، وخططت لتسمية المحطات القادمة بأسماء الزعماء، الدينيين والشعراء، والمغنين، وبأسماء شخصيات من مجالات أخرى. تعرضت بانيرجي لانتقادات لأنها بدأت منح رواتب مثيرة للجدل للأئمة (إيمان بهاتا)، الأمر الذي حكمت عليه محكمة كلكتا العليا بعدم الدستورية.
أرسل بيل غيتس، من مؤسسة بيل ومليندا جيتس، في 16 فبراير 2012 رسالة إلى حكومة ولاية البنغال الغربية يشيد فيها ببانيرجي وإدارتها لإنجازها بعدم الإبلاغ عن أي حالات إصابة بشلل الأطفال لمدة عام كامل؛ إذ قالت الرسالة إن هذا لم يكن فقط علامة فارقة للهند ولكن أيضًا للعالم بأسره.
أطلقت بانيرجي صفحة على فيسبوك لحشد الدعم الجماهيري لأبو بكر زين العابدين عبد الكلام في يونيو 2012، وهو الشخص الذي اختاره حزبها للانتخابات الرئاسية. دعمت براناب مخرجي لهذا المنصب بعد أن رفض أبو بكر الترشح للمرة الثانية، وبعد صراع طويل حول هذه القضية، وعلقت على أنها شخصيًا «معجبة كبير» بمخرجي وتتمنى أن «يزداد قوة يومًا بعد يوم». عارضت بانيرجي الدعوة للإضراب (إضراب العمال عن العمل)، وذلك على الرغم من دعمها النشط لهم عندما كانت في المعارضة.
شابت فترة ولايتها بشكل كبير عملية احتيال سارادا، وهي الاختلاس المالي الذي أدى إلى سجن مادان ميترا، الوزير السابق في حكومتها، وكونال غوش، عضو البرلمان في الحزب، واستجواب صارم للعديد من رجال الحزب الذين يشغلون مناصب مهمة.

### الولاية الثانية (2021-2016)
فاز كونغرس ترينامول لعموم الهند في انتخابات الجمعية لعام 2016 بأغلبية ساحقة من الثلثين تحت قيادة ماماتا بانيرجي، وحصل على 211 مقعدًا من إجمالي 293، وانتُخِبت لمرة ثانية كرئيسة للوزراء في ولاية البنغال الغربية. فاز كونغرس ترينامول بأغلبية معززة فقط، وأصبح أول حزب حاكم يفوز بدون حليف منذ عام 1962 في ولاية البنغال الغربية.
صنفت الأمم المتحدة كانياشري، وهي خطة أطلقتها حكومة بانيرجي، في عام 2017 على أنها الأفضل من بين 552 مخططًا للقطاع الاجتماعي من 62 دولة.

### الولاية الثالثة (2021 حتى الآن)
فاز مركز الوحدة الاشتراكية في الهند بأغلبية ساحقة بلغت ثلثي عدد الأصوات في انتخابات مجلس 2021. خسرت بانيرجي التي قاتلت من نانديغرام أمام سوفيندو أديكاري من حزب بهاراتيا جاناتا بأغلبية بلغت 1956 صوتًا. طعنت بانيرجي في هذه النتيجة وخضعت القضية للقضاء. انتُخِبت رئيسة لوزراء البنغال الغربية لولاية ثالثة بسبب فوز بنسبة 213 مقعدًا من إجمالي 292 مقعدًا. قدمت استقالتها إلى جاغديب ضنخار فيما بعد في راج بهاوان. أدت اليمين كرئيسة للوزراء في 5 مايو 2021. فاز حزبها لاحقًا بمقعدين متبقيين، وفازت هي نفسها في انتخابات بهافانيبور الفرعية بهامش ضخم بلغ 58,835 صوتًا. أدت اليمين القانونية كعضو في المجلس التشريعي في 7 أكتوبر.
أطلقت مخطط لاكشمير بهاندار تنفيذًا لوعودها بعد فوزها في الانتخابات. زوِّدت النساء دون سن الستين ضمن هذا المخطط بالمساعدة المالية الأساسية، وحوالي 500 روبية للعموم و1000 روبية للأقليات. حقق المخطط نجاحًا كبيرًا، إذ أصبح شائعًا على نطاق واسع.
كان هناك توقعات حول مخطط آخر تحت قيادتها، وهو مخطط بطاقة ائتمان الطلاب، لتقديم الدعم المالي في شكل قرض للطلاب المثقفين غير القادرين على مواصلة الدراسات العليا بسبب نقص المال. وصل سقف القرض إلى 10 آلاف روبية بموجب مرشح من حكومة ولاية البنغال الغربية.